# Ken Fujita
Ken Fujita (藤田 健, Fujita, Ken) est un footballeur japonais né le 27 août 1979.